# Assumpta Nnaggenda-Musana
 (janvier 2023).
Assumpta Nnaggenda-Musana née Assumpta Nnaggenda est une architecte, urbaniste et universitaire ougandaise. Elle est enseignante au département d'architecture et de planification physique, au sein du College of engineering, design, art and technology, de l'université Makerere. Elle est la première femme en Ouganda à obtenir un doctorat en architecture.

## Biographie

### Origines et études
Assumpta Nnaggenda-Musana fréquente l'école primaire de Nakasero pour sa scolarité élémentaire. Pour ses études secondaires, elle va au Trinity College Nabbingo, dans le district de Wakiso. Elle obtient son baccalauréat à la Makerere High School, en 1988.
Elle attribue à ses parents, en particulier à son père, le mérite de l'avoir encouragée à canaliser ses talents artistiques vers l'architecture. Dans les années 1980, il n'y avait pas de cours d'architecture dans les universités ougandaises. Son père lui suggère de demander une bourse d'études. En 1989, elle reçoit une bourse pour étudier dans l'ancienne Union soviétique et est admise à l'université d'État de génie civil et d'architecture de Kharkov, dans l'actuelle Ukraine. En 1994, elle obtient une licence en architecture. L'année suivante, dans la même université, son cursus est sanctionné par un Master of Science dans la même matière.
Plus tard, elle est admise à l'Institut royal de technologie KTH, à Stockholm grâce à une bourse de l'Agence suédoise de coopération internationale au développement. Elle y obtient une licence en urbanisme en 2004. Quatre ans plus tard, elle est titulaire un doctorat en urbanisme et environnement, devenant ainsi la première femme ougandaise à obtenir ce diplôme. Ses études à l'Institut royal suédois de technologie ont comporté des périodes de recherche dans les "établissements informels" d'Ouganda et du Kenya. Elle est spécialisée dans les établissements urbains durables et les programmes de logement à faible revenu dans les pays en développement.
Carrière
En 1995, après l'obtention de sa maîtrise, elle revient en Ouganda où elle est engagée par Land Plan Group, un cabinet d'architectes, en tant que stagiaire en architecture. Elle est également chargée de cours à temps partiel au département d'architecture de l'université de Makerere. En 2002, l'université l'a embauchée à temps plein en tant que maître de conférences adjoint,.
Après avoir obtenu son doctorat, elle est promue maître de conférences en 2008. Elle s'est exprimée sur le thème du logement abordable pour les pauvres et a exhorté le gouvernement ougandais et le conseil municipal de Kampala (le prédécesseur de la Kampala Capital City Authority), qu'elle accuse de corruption et d'incompétence, à faire mieux afin d'éviter l'extension des bidonvilles.
Selon ses recherches, les habitations basses seraient une meilleure solution que les maisons individuelles à un seul étage pour les personnes très pauvres. Ils permettent une meilleure utilisation des terrains, sont plus susceptibles de permettre aux gens de vivre à proximité des emplois et, en fin de compte, nécessitent moins de dépenses en infrastructures. Selon le professeur émérite Dick Urban Vestbro de la KTH, ses propositions pourraient faire partie d'une "stratégie habilitante" pour la construction de logements à bas prix en utilisant les idées et les compétences artisanales de la population locale. Elle a également été la conceptrice en chef d'une équipe universitaire chargée de mettre au point des toilettes publiques mobiles pour les centres-villes, les bidonvilles et d'autres endroits où l'assainissement est insuffisant.